# Madame X (film 1916)
Madame X – amerykański film z 1916 roku w reżyserii George’a F. Mariona.